# Teatro de la Ribera

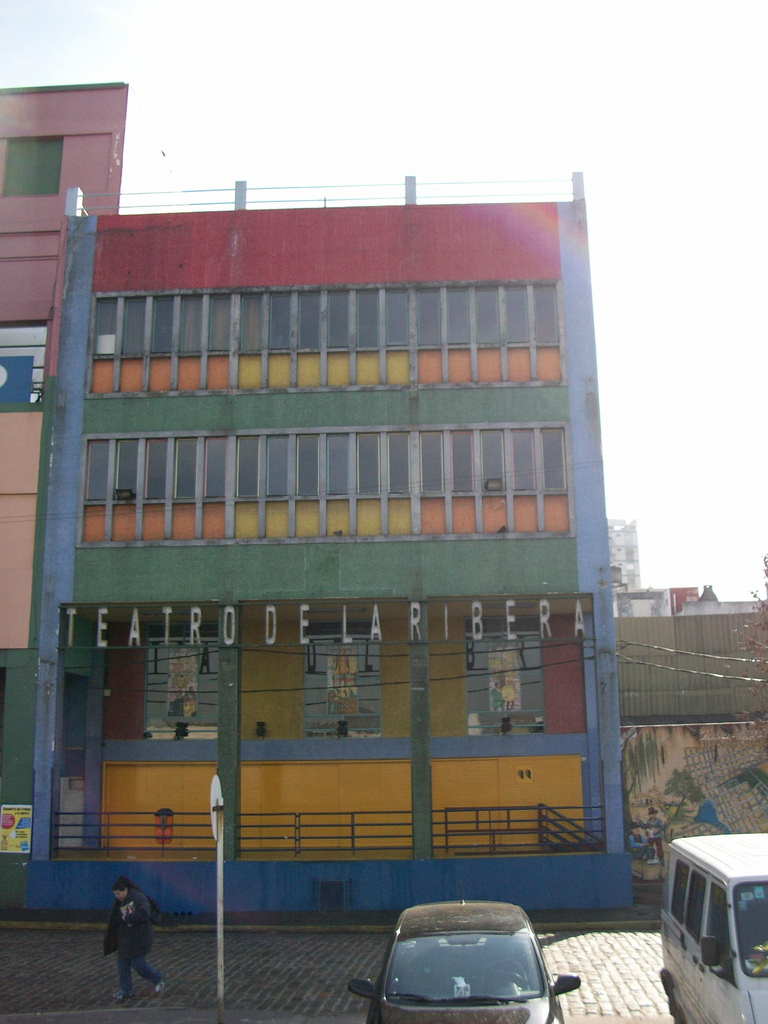
Frente del Teatro de la Ribera. A la izquierda, a escasos 80 metros se encuentra Caminito.

El Teatro de la Ribera es una sala de teatro dedicado desde 2010 exclusivamente al tango, ubicado en el barrio de La Boca, en la Ciudad de Buenos Aires. Inaugurado el 27 de octubre de 1971 en la Avenida Don Pedro de Mendoza 1821, el teatro fue donado por el pintor Benito Quinquela Martín al Consejo Nacional de Educación.
El teatro, que actualmente pertenece al Complejo Teatral de Buenos Aires, cuenta en su hall con ocho murales realizados por el propio artista. Tiene una capacidad de 475 ubicaciones en la platea baja y 168 en la platea alta, y el escenario tiene una embocadura de 11,3 metros y una profundidad de 14.

## Características
El teatro fue inaugurado en 1971, debido a una donación del famoso pintor boquense Benito Quinquela Martín. El teatro se encuentra ubicado en el barrio de La Boca, un distrito muy popular de la Ciudad de Buenos Aires, tradicionalmente ligado al tango. A pocos metros del teatro se encuentra el paseo Caminito, calle-museo que recuerda la célebre canción y al lado de la Escuela n.° 9 ( D.E. 4) Pedro de Mendoza.
El edificio, ubicado frente al Riachuelo, en la Vuelta de Rocha, adoptó una arquitectura poco convencional, tanto en su forma como en su coloración, inspirada en la pintura de Quinquela Martín y en las características de las viviendas populares de La Boca.
Una de las características más valiosas del teatro son los ocho murales de Quinquela Martín ubicados en el hall de entrada: "Saludos a la bandera", "Procesión náutica", "Día del Trabajo", "Tango de la Ribera", "Arrancando", "Día de fiesta", "Crepúsculo" y "Rincón de La Boca".
A partir de febrero de 2010 la sala ha sido dedicada exclusivamente a las diversas expresiones del tango, en el marco de las acciones emprendidas por el Gobierno de la Ciudad de Buenos Aires con motivo de la declaración del tango como Patrimonio Cultural Inmaterial de la Humanidad, por parte de la UNESCO.En 2014 el gobierno porteño de a través de un decreto en el Boletín Oficial instó a la demolición de parte del teatro que fue declarado como Patrimonio Cultural de la Humanidad. contra la medida hubo un abrazo solidario al histórico Teatro.